# San Martín Lachilá
San Martín Lachilá là một đô thị thuộc bang Oaxaca, México. Năm 2005, dân số của đô thị này là 979 người.